# 蓋寬饒
蓋寬饒（？—前61年），字次公，西漢魏郡（今河北省臨漳縣西南）人，他在擔任衛司馬期間，因安撫駐守京師的兵士有功，被拔擢為太中大夫，又升任司隸校尉，蓋寬饒為人剛直，公卿貴戚們對他又懼又恨，神爵年間，蓋寬饒因上書勸諫得罪於漢宣帝，於是引刀自盡而死。

## 生平

### 因故降職
蓋寬饒由於通曉經術而擔任郡文學，以孝廉為郎官。朝廷推舉方正，經汉宣帝親自對策成績優異，升遷為諫大夫，負責郎中戶將（光祿勳屬官）的事務。其後他向朝廷揭發卫将军張安世的兒子侍中陽都侯张彭祖經過皇宮的殿門卻不下車，並牽連到張安世居官期間的政績。而張彭祖當時實際上有在殿門前下車，蓋寬饒因此犯了舉奏大臣不實的罪過，被降職為衛司馬。

### 竭誠奉公
過去，衛司馬在官衙裡，見到卫尉要行拜謁禮，常常要替衛官到市集採買物品。蓋寬饒任職後，按照原來的法規，安排衛尉官屬以下的人員去辦理雜役，但衛尉仍舊私自派遣蓋寬饒外出辦事，蓋寬饒以原來的法規為依據，到尚書官府門呈上文書告發衛尉。尚書於是責問衛尉，自此以後衛官不再私自差使候、司馬。候、司馬也不必再行拜謁禮，皇帝出巡時，候、司馬作為先導和護衛，都要即時上奏文辭，從此恢復正常。
蓋寬饒起初擔任衛司馬時，在出殿門以前，便先剪短襌衣的長袖，使袖子變短離開地面，頭戴武冠，身佩長劍，親自巡視兵士們值班所居住的房舍，視察他們的飲食起居情況，對有疾病的士兵還親自前去安撫慰問，送給醫藥，體現官員對士兵的體貼愛護之情。到了歲末士兵要輪番替換時，在漢宣帝親臨犒賞衛士的大會上，衛卒數千人都磕頭請求再留京師服役一年，以報答蓋寬饒對士兵的深厚恩德。漢宣帝嘉獎蓋寬饒的政績，於是任命他為太中大夫，派其前往各地郡縣視察社會風氣，蓋寬饒回朝廷後能如實反映情況，甚得漢宣帝的讚賞。因此被提拔為司隶校尉，其在偵查揭發官員們的過失上無所迴避，無論大小問題皆檢舉，蓋寬饒向上級所揭發的案件眾多，廷尉依法處置，約有半數案件被採納，另外半數因過於嚴苛而不被採納，公卿貴戚以及郡國官吏供給徭役或派使者到長安城，大都恐懼不敢違犯禁令，京師治安因此良好清平。

### 國丈喬遷
平恩侯許廣漢（漢宣帝髮妻許平君之父）遷居新宅，丞相、御史、將軍、以及俸祿為中二千石級的官員都前往慶賀，只有蓋寬饒沒去。許廣漢派人邀請他，蓋寬饒才應約前往，他從西邊臺階上去，進入廳堂後，坐在東向的客座。許廣漢親自給他斟酒說：「蓋君來晚了。」蓋寬饒說：「不要給我多斟酒，我會藉酒使氣的。」丞相魏相笑著說：「次公清醒時就已經很張狂了，哪裡需要藉酒才能發狂呢？」在座的眾人皆用鄙視的目光看著蓋寬饒。等到酒興正濃時樂聲響起，長信少府檀長卿起身跳舞，表演獼猴與狗搏鬥的滑稽樣，在場的客人都捧腹大笑。獨有蓋寬饒悶悶不樂，仰頭看著屋頂嘆息說：「真美好啊！然而富貴無常，轉瞬間就可能換了別人，猶如旅店往來的過客一般，我所見過的太多了，只有謹小慎微的人才能長久，君侯可要引以為戒啊！」於是起身快速離去，向漢宣帝彈劾長信少府檀長卿身為列卿卻大庭廣眾下跳起低級的獼猴舞，違背朝廷禮儀，是為大不敬。漢宣帝想要懲治檀長卿，許廣漢出面替其說情了許久，漢宣帝才不再繼續追究。

### 王生勸言
蓋寬饒為人剛直不阿，高風亮節，立志以公事為重。其家境並不富裕，每月俸祿數千錢，還拿出其中的一半拿來資助幫忙打探消息的官吏與百姓。他本人貴為司隸校尉，兒子卻經常親自徒步到北方邊境去服兵役，真正做到公正廉潔。然而其個性嚴峻苛薄且喜愛陷人於罪，使在職的官員與皇親國戚人人都怨恨他，蓋寬饒又好用譏諷的言詞談論時政，觸犯皇上的旨意。漢宣帝考量到蓋寬饒是一名儒者，因此對他較為優待和寬容，但是蓋寬饒也為此得不到升遷的機會，當時一些職位跟他相同或比他後進的官員都已當到九卿的高位，蓋寬饒自認為品行清廉，能力高超，對國家做出有益的貢獻，卻被那些平庸之輩所超越，因此更加感到失意與不快，數次上書給漢宣帝表示自己的不同看法。
太子庶子王生相當佩服蓋寬饒的氣節，但不贊成他的這種做法，特意寫信勸蓋寬饒說：「聖明的皇上知道蓋君為人清廉公正，不畏強暴，所以委命您糾察官員的重任，授予蓋君代表皇帝行使大權，高官厚祿已經給予您了。蓋君應當日夜專心思考當世之要務，依法辦事，對百姓宣揚教化，即使每日都做有益的事，每月都有功勞，仍不足以稱職來報答皇上的大恩呀。自古以來的政治，夏、商、周三代君王的統治思想各不相同，各種具體的制度也不同。現在您不致力於遵循具體規則辦事，卻想用上古久遠之事去匡正輔佐皇帝，多次進諫一些不切實際而又難被左右同僚接受的話語，這不是可以顯揚您的名聲又能保全性命的方法。當今備受重用之人大都熟習法律，他們的話足以顛倒蓋君的言詞，文章足以誇大您的過錯，蓋君不思考像蘧伯玉那樣遠走他鄉，卻仰慕伍子胥微不足道的行為，用您無價的身軀，去冒深不可測的風險，我私下為您感到痛心。君子為人雖然應當正直，但假如遭遇時變，只要本志不移就行了。《诗经》不也說：『明白事理之人，應當懂得保重自己的生命。』我這番不自量力的大話，提供給聖人蓋君自己選擇，希望您考慮後決定。」而蓋寬饒並沒有採納王生的建議。

### 自刎而死
當時漢宣帝正推行法治，信任中尚書宦官，蓋寬饒上奏密封的奏書給漢宣帝說：「如今聖人的之道逐漸廢棄，儒家思想得不到施行，將受過閹刑的宦官作為如周公、召公那樣的輔佐大臣，把法律當作《詩經》、《書經》。」又引用《韓氏易傳》說：「五帝時以選出的官吏來治理天下，夏、商、周時以世襲傳子制來治理天下，世襲制是將王位傳給有血親關係的兒子，選官制則是把官位傳給賢能有才幹的人。就像春、夏、秋、冬四季的運行一樣，一旦功成名就的人離去了，如果不是合適的人才，就不能取代其官位。」漢宣帝看完蓋寬饒的奏書，認為他怨恨誹謗朝廷大臣的習性終究不改，就把他的奏章移交給中二千石的官員負責處置。當時執金吾議論，認為蓋寬饒的真實用心是想要皇帝傳位給他，犯了大逆不道之罪。
諫大夫鄭昌替蓋寬饒感到憂傷惋惜，認為他忠直憂國，卻因議論國事不合皇帝心意而被舞文弄墨的官吏詆毀中傷，特地上書朝廷讚美蓋寬饒說：「臣聽說山中有猛獸，貧窮百姓連藜藿這樣的野菜都不敢摘採，國家有忠臣，奸詐不軌的佞臣就不敢起來為非作歹。司隸校尉寬饒居住不求安逸，飲食不求溫飽，進用時有憂國之心，退黜時有為國捐軀的氣節，上無像許廣漢、史高這樣的外戚親屬，下無金日磾、張安世這樣的皇帝近臣可託付，他的職責在於掌管糾察官吏，必須依法秉公行事，多仇人而少黨羽，上奏書陳奏國家大事，有關部門卻用大逆不道的死罪彈劾他，臣有幸追隨眾位大臣之後，官職以勸諫為主要職責，不敢不提出諫言。」然而漢宣帝不肯聽從，依舊把蓋寬饒的案子下達到有關司法部門，蓋寬饒於是舉起自己的佩刀在宮殿北面的門樓下自盡，眾人沒有不哀憐他的。

## 評價
- 班固：蓋寬饒爲司臣，正色立於朝，雖詩所謂「國之司直」無以加也。若采王生之言以終其身，斯近古之賢臣矣[1]。
- 成海應：蓋司隷，伉直人也，何故，徇許伯之請而賀其第也，方其東鄕特坐也，不屈於執利，已足觸戚里之忿，灌夫酗怒之禍，復兆矣，儒者亦有是哉，卒以封事所陳五帝官天下，三王家天下之說，見誅，執金吾議奏，寬饒欲求禪者，何其求罪之深也，寬饒意如刘向諫昌陵䟽，指陳王者，必明三統，用戒夫天命之靡常也，夫以不情之罪，加之多仇之人，寬饒寧能得生，夫人主之志，有所注向，而羣下有言者，必遭其怒，方是時，宣帝任法而進用䆠者，寬饒乃言聖道寢廢，儒術不行，以刑餘爲周召，以法律爲詩書者，深中宣帝之慍，果於誅殺，其言誠不遜矣，是以爲大人者，必主於格君心也[3]。

## 延伸閱讀
[在维基数据编辑]
 《漢書·卷077》，出自班固《漢書》